# Euryopis sexalbomaculata
Euryopis sexalbomaculata là một loài nhện trong họ Theridiidae.
Loài này thuộc chi Euryopis. Euryopis sexalbomaculata được Hippolyte Lucas miêu tả năm 1846.